# Bufi
Mateo González Bufi (Ciudad de México, 19 de octubre de 1986), más conocido como Bufi, es el proyecto dance del productor, dj y músico mexicano, de ascendencia francesa Mateo González Bufi, parte del sello Electrique Music. Su género musical oscila entre el disco, el bass y el electro/house.

## Carrera
Su producción inicia con el Homeless Hero EP, lanzado a través del sello Poni Republic en 2008. A raíz de esto su carrera cobró notoriedad, y su acto en vivo fue considerado para ser telonero de productores como Surkin, y de bandas como Cut Copy y Yelle.
En el 2009 la banda mexicana Zoé le pidió formar parte del álbum Reptilectric revisitado con un remix a la canción llamada Neanderthal.
El 2010 y 2011 fueron años en los que Mateo González dejó a un lado Bufi para poder dedicarse a tocar y componer con su banda pop llamada Neon Walrus. También en este periodo formó parte del proyecto de electro/house The Wookies, además de estar en constante gira como bajista con la banda de su amigo y colega Diego Solórzano, Rey Pila.
En septiembre de 2011 lanzó Happy Robot a través de la prestigiada disquera Kitsuné, y posteriormente en 2012, lanzó su primer álbum, Trilogy. Este fue ampliamente bien recibido por la crítica, esto lo llevó a formar parte del festival Corona Capital, junto con artistas como Basement Jaxx y Franz Ferdinand. En el 2012 Bufi también tuvo una intensa actividad como remixer, haciendo trabajos para Gossip, Little Dragon, Housse De Racket, Hello Seahorse! y varias bandas más, además de haber tenido apoyo de dj's y productores como Viceroy, Goldroom, Rac, Plastic Plates, Gigamesh, entre varios más. 

## Discografía

### Álbumes de estudio
- 2012: "Trilogy"

### EP
- 2008: "Homeless Hero"
- 2011: "Space Guapachoso Vol. I
- 2011: "Homeless Hero 2011 Edition
- 2012: "Acid Spring"

### Colaboraciones
- Pau y Amigo & Bufi - Fiesta Permanente (2010)
- Bufi & La Royale - Fascination (2011)
- Bufi & Juan Soto - Monrovia (2012)
- Bufi & La Royale - Michael (2012)
- Bufi & La Royale - Paris (2013)
- Bufi - Apocalipstick (feat. Franka Polari)

### Remixes de colaboración
- La Royale - The Crush (2012) / remixed with La Royale
- Hypnolove - Come To My Empire (2013) / remixed with La Royale

### Sencillos
- Steps (2008)
- We Begin (2008)
- Homeless Hero (2008)
- Endless (2008)
- Happy Robot (2011)
- Nigerian Car Accident (2011)
- Will Be (2012)
- Take It & Fee It (2012)
- Training Tofu (2012)
- Labios Rojos (2013)

### Remixes
- Ryan Yoshimoto - I Want Yu 2 Hear Me (Andy Caldwell & Bufi Remix) (2006)
- Daft Punk - Harder Better Faster Stronger (2007)
- Digitalism - Taken Away (2008)
- Cassius - Rock 1 (2008)
- Neon Walrus - John Solo (2009)
- Zoé - «Nada» (B-Side), «Neanderthal» (2009)
- Disco Ruido - Go Twisters (2011)
- Timmy & The Monsters - Awake (2012)
- Housse De Racket - Aquarium (2012)
- Bridge & Law - Games (2012)
- Andre VII - Discoteca Clandestina (2012)
- Gotye - Somebody That I Used T Know (2012)
- Gossip - Perfect World (2012)
- Little Dragon - Ritual Union (2012)
- Hot Chip - Night And Day (feat. Vernous) (2012)
- Plastic Plates - Thing´s I Didn´t Know I Loved (2012)
- Hello Seahorse! - «No es que no te quiera» (2013)
- Goldroom - Sweetness Alive (2013)
- Phunktastike - All Night Fire (2013)
- Viceroy - Dream Of Bombay (2013)
- León Larregui - «Como Tú» (2019)